# 菅原町 (池田市)
菅原町（すがはらちょう）は、大阪府池田市にある地名である。丁番をもたない単独町名である。郵便番号は 563-0055 である。当地域の人口は、2017年12月末時点で 600 人である（池田市市民生活部総合窓口課の資料による）。面積は、2018年3月末時点で 0.045 平方キロメートルである（池田市市長公室広聴文書課の資料による）。

## 地理
池田市の中部に位置する。北は、大和町と接しており、東は、城南一丁目と接している。南は、満寿美町と接しており、西は、栄町と接している。当地域は、池田市立池田小学校および池田市立池田中学校の校区に含まれる。当地域の南部には、国道176号が通っており、南端を阪急宝塚本線が通っている。また、中央付近を大阪府道9号箕面池田線が南北に貫いている。箕面池田線のうち、国道176号との交差点から池田公共職業安定所前の交差点までの区間は、桜通りと呼ばれている。

## 歴史
1921年（大正10年）、当地に存在した天神の森に菅原道真が祀られていることにちなみ、小字菅原という地名が生まれる。天神の森は、現在、ステーションNが建っている辺りにあった森で、ムクノキが生い茂っていた。1944年（昭和19年）4月、町名変更が行われ、天神の森および小字菅原の他、荒木南が菅原町に変更される。1948年（昭和23年）、消防署が菅原町616の1（現在の菅原町3番15号）に開庁される。1970年（昭和45年）3月1日、菅原町、満寿美町が、菅原町に変更される。
1974年（昭和49年）、中央公民館が城南町（現在の城南）から菅原町に移転される。池田市消防本部は、1975年（昭和50年）までは菅原町にあった。1979年（昭和54年）、池田駅前公園が完成される。1985年（昭和60年）6月3日、商業施設のステーションNがオープンされる。1989年（平成元年）4月、池田市制施行50周年を記念して、池田駅前公園にまち角の図書館の1号館が設置される。2000年（平成12年）4月、社会福祉法人細河保育園 池田駅前保育ステーション「カルガモ」が開所される。2012年（平成24年）3月30日、カフェ、プテア (phteah) が開店される。2015年（平成27年）6月28日、カレー屋SPICE工房 池田駅前店が開店される。2017年（平成29年）1月21日、シャモニー (CHAMONIX) が栄町に移転するため菅原町での営業を終了する。2018年（平成30年）12月4日、アールデンタルクリニックが開院される。2020年（令和2年）2月、尊鉢らーめんが閉店される。同年、鶏料理店、野乃鳥 呉華が豊中市の炭焼ビストリッシュとの統合のため閉店される。同年10月31日、カレー屋SPICE工房 池田駅前店が閉店される。同年11月30日、パチンコ店、池田一番が閉店される。同年12月1日、児童発達支援・放課後等デイサービス core kids（コアキッズ）が開設される。2021年（令和3年）1月30日、ブールミッシュ 池田店が開店される。

## 施設
- 中央公民館[13]
- 池田駅前公園[38]
- ステーションN[18]
  - 池田駅前北会館[39]
- ジャンボ酒場 池田市役所前店 - 2019年9月14日開設[40][41]
- ローソン 池田市役所前[42]
- 江戸川 - お好み焼き店[43]
- 燻製カレー 池田本店[44]

### かつて存在した施設
- 野乃鳥 呉華[32][33]
- カレー屋SPICE工房 池田駅前店[26]
- 池田一番[34][35]
- シャモニー (CHAMONIX)[27]